# Jules Terlinden
Pour les autres membres de la famille, voir Famille Terlinden.
Jules Marie Xavier Terlinden, né à Gand le 18 mars 1828 et mort à Schaerbeek, le 22 avril 1908, est un sénateur belge.

## Biographie
Jules Terlinden, membre de la famille Terlinden est un des fils de Charles Terlinden, capitaine de la Garde civique à Gand, et de Marie-Isabelle De Ghendt. Il épouse Delphine Dubois, union restée sans descendants.
Après ses études à l'École militaire, il a une carrière militaire :
- élève-sous-lieutenant (1846),
- membre d'état-major (1851),
- attaché auprès de l'école d'équitation (1851),
- attaché auprès du Deuxième régiment de cuirassiers (1852),
- nommé lieutenant (1853),
- nommé capitaine (1857),
- nommé major (1870),
- professeur de tactique et de stratégie à l'École de Guerre (1870).

En 1888, il quitte l'armée et est élu sénateur pour l'arrondissement de Bruxelles. Il le demeure jusqu'en 1892.
Contrairement à ses deux frères il ne sollicite pas de reconnaissance de noblesse, quoique certains lui attribuent le titre d'écuyer  (ainsi les auteurs De Paepe en Raindorf). N'ayant pas d'enfants il a sans doute estimé superflu d'introduire une demande et d'avoir à payer des frais d'enregistrement.